# Florian Wiedemann
Florian Wiedemann (* 23. Oktober 1981 in Pegnitz) ist ein deutscher Kommunalpolitiker (Freie Wähler). Er ist seit dem 1. Mai 2020 Landrat des Landkreises Bayreuth.

## Leben
Nach dem Abitur am Gymnasium Christian-Ernestinum in Bayreuth studierte Florian Wiedemann Betriebswirtschaftslehre an der Universität Bayreuth und Wirtschaftspädagogik an der Otto-Friedrich-Universität Bamberg. Vor seiner Wahl zum Landrat war er Studienrat an den Staatlichen Beruflichen Schulen für Textil und Bekleidung Münchberg-Naila.

## Politik
Florian Wiedemann schloss sich den Freien Wählern an und kandidierte 2018 erfolglos bei der Landtagswahl. Bei den Kommunalwahlen 2020 wurde er zum Landrat des Landkreises Bayreuth gewählt und trat sein Amt am 1. Mai 2020 an. Seine ersten Monate als Landrat waren geprägt von der Bewältigung der Folgen der Covid-19-Pandemie.